# 슈퍼액션히어로 3
《슈퍼액션히어로3》는 2008년에 컴투스에서 개발된 모바일 게임이다.

## 발매일과 패치
11월 27일에 SK텔레콤으로 먼저 출시되었다. 그 후 문제점을 수정한 1.0.4 버전을 내놓았다. 12월 1일에 지원이 되지 않던 휴대전화 기종을 추가 오픈했다.

## 전작과의 차이점
1. 무기가 생겼다. 전작에서는 가면의 저장 위치에 따라 변신의 능력이 달라졌지만 본작에서는 무기에 따라 능력이 달라진다. 사실상 변신이 없어졌다.
2. 대사가 생겼다. 적들이 말을 하며, 랭킹등록을 할 때 자신의 대사를 바꿀 수 있다.
3. 새로운 기술이 생겼다. 예를 들어 벽을 잡고 오를 수 있는 기술과, '실드 브레이크'같은 반격기도 생겨났으며, 총을 쏠 수 있다.
4. 별이 세분화되었다. 은색 별과 금색 별이 생겼다.금색별은 게임화폐 1개, 은색별은 게임화폐 0.1개로써 게임내에서 10개를 먹게되면 1개로 취급된다.
5. 가면 마켓 이용과 에디트기능이 더 자세해졌다.

## 인터페이스

### 체력 스테이터스
체력 바는 게임에 따라 달라진다. 노란색 바는 횟수에 따른 HP이다. 빨간색 바는 일반적인 HP이다. 파란색 바는 시간 게이지다.

### 히어로의 레벨
전작에서는 가면의 레벨만 있었지만 본작에선 히어로의 레벨이 생겼다. 적을 해치우면 경험치가 올라가고, 레벨 업이 되면 공격력, 방어력, 회피력이 상승한다. 적들도 레벨이 있다.

## 가면

### 가면의 능력치
가면의 능력치는 PUNCH, KICK, THROW, SPEED, JUMP로 나뉘어 있으며, 별이나 적을 해치우면 얻을 수 있는 오브를 통해 가면을 성장시킬 수 있다.

### 가면 에디트
가면 에디트는 전작에 비해 사이즈가 넓어졌으며 붓 기능으로 인해 색칠이 쉬워졌다. 또 가면 위치를 설정할 때 가면을 돌릴 수 있다.

## 무기
무기는 본작에서 새로이 생긴 시스템으로 왼손과 오른손에 착용할 수 있다. 왼손 무기는 튜토리얼 전체를 B랭크 또는 B랭크이상으로 올려야 사용할 수 있다.
오른손 무기는 '액션의 신' 등급이 되거나 별 3000개 이상으로 저장하면 사용할 수 있다.

### 무기의 특성
- 불릿 타임 - 매트릭스처럼 시간이 느려진다.
- 실드 브레이크 - 방패를 갖고 있는 적의 방패를 깬다.
- 자이언트 변신 - 히어로의 몸이 커진다.
- 건 슛 - 전방의 상대에게 타격한다.
- 운석 슛 - 주변의 상대에게 운석한방.
- 메테오 - 하늘에서 떨어지는 운석.
- 어스 퀘이크 - 땅을 심하게 내려찍어 주변의 적들을 마비시킨다.
- 장풍 - (아도겐) 히어로의 전방에 있는 적들은 3방의 데미지를 입는다.
- 타이니 히어로 - 히어로가 작아진다.
- 히어로 포스 - 적을 끌어당긴다.

### 무기의 조합
- 자이언트 변신+자이언트 변신

히어로의 몸이 자이언트 변신 하나 썼을 때보다 커진다.
- 타이니 히어로+자이언트 변신

히어로의 크기가 본래 크기로 된다.
- 자이언트 변신+장풍

장풍이 커진다. 더 많은 범위가 공격된다.
- 타이니 히어로+장풍

장풍이 작아진다. 더 적은 범위가 공격된다.
- 자이언트 변신+운석 슛or메테오

운석이 커진다. 더 많은 범위가 공격된다.
- 타이니 히어로+운석 슛or메테오

운석이 작아진다. 더 적은 범위가 공격된다.
- 타이니 히어로+타이니 히어로

히어로가 흰 배경과 망토밖에 안 보인다. 던전에서 벽을 통과하기 때문에 유용하다.

## 게임
- 던전
- 100미리씩
- 내려가기
- 올라가기
- 벽뿌